# 近藤益雄
近藤 益雄（こんどう えきお、1907年3月19日 - 1964年5月17日）は、障害児教育実践家。
長崎県佐世保市生まれ。1927年國學院大學高等師範部卒。長崎県で小学校教師となり、生活綴方運動などにとりくむ。長崎の原爆で長男耿（あきら）を亡くす。1948年田平小学校長。1950年校長を自ら辞め、佐々町立口石小学校に特殊学級「みどり組」を開設、その担任となる。1953年のぎく寮（のちのぎく学園）を開き、1962年口石小を辞めてのぎく寮での実践に専念する。「のんき・こんき・げんき」をモットーとした。文部大臣表彰、1954年読売教育賞、西日本文化賞、1963年ヘレン・ケラー教育賞、日本精神衛生連盟表彰。共同生活の家「なずな園」を主宰した近藤原理は次男。
1964年5月17日、自ら作った「のぎく園」の二階で自殺した。

## 著書
- 『五島列島 近藤益雄第二童謡集』北方教育社 1934
- 『こどもと生きる』東陽閣 1941
- 『春来るころの子たち 続こどもと生きる』第百書房 1941
- 『子供と生きる 教師の実践記録』牧書店 1948
- 『この子らも・かく おくれた子どもと綴方』牧書店 1953
- 『精神遅滞児の国語指導』東洋館出版社 国語教育研究シリーズ 1953
- 『おくれた子どもの生活指導』明治図書出版 1955
- 『なずなの花の子ら 精神薄弱児教育のために』新評論社 教育新書 1956
- 『その花はまずしくとも』くろしお出版 1959[3]
- 『精神薄弱児の読み書きの指導』日本文化科学社 特殊教育双書 1961
- 『この子をひざに 近藤益雄詩集』黄土社 1966
- 『近藤益雄著作集』全8巻　明治図書出版　1975

1 (子どもと生きる他)
2 (おくれた子供の生活指導他)
3 (この子らも・かく)
4 (なずなの花の子ら他)
5 (のんき・こんき・げんき)
6 (その花はまずしくとも他)
7 (この子をひざに)
補巻(世の母たちに訴える他)

### 共著
- 『道は遠けれど ともに特殊教育に携わる父と子の記録』近藤原理共著 麦書房 生きている教育シリーズ 1958
- 『その花はまずしくとも 精薄児施設・のぎく寮の記録』近藤えい子共著 くろしお出版 1959
- 『精神薄弱児の算数の指導』松本繁共著 日本文化科学社 特殊教育双書 1963
- 『この子らと生きて 近藤益雄とちえおくれの子の生活教育 写真+詩』城台巌写真 詩 近藤原理,清水寛編 大月書店 1986

## 論文
- Cinii

## 注
1. ↑  日本人名大辞典
2. ↑  20世紀日本人名事典
3. ↑  八巻正治は自著、『いのちを燃やす教育』（黎明書房、1991年　pp.257）のなかで「この本には、そうした近藤夫妻と、そこで生活を共にする子どもたちとの日常生活とが静かなトーンで書き綴られているところの、稀にみる名著である。」と評している。